# James Hawes (Schriftsteller)

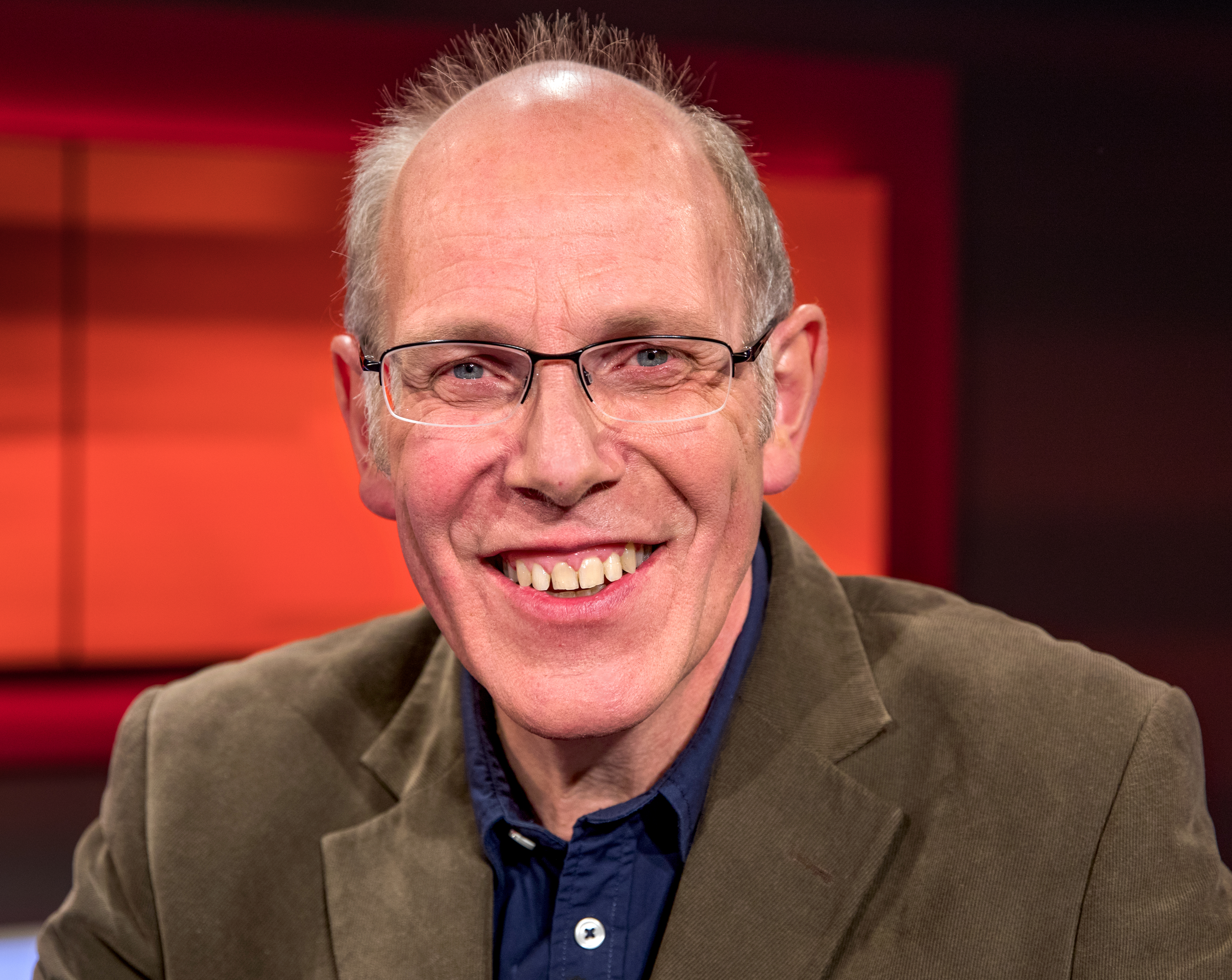
James Hawes, 2019

James Hawes (geboren 1960 in Wiltshire) ist ein britischer Schriftsteller und Populärhistoriker.

## Leben
James Hawes wuchs in Gloucestershire, Edinburgh und Shropshire auf. Er studierte Germanistik am Hertford College, Oxford und schloss noch ein Jahr Drama in Cardiff an. 
Er versuchte sich als Schauspieler, betätigte sich als Englischlehrer in Spanien und jobbte 1985/86 beim Industriemuseum Blaenavon Ironworks in Wales. Ab 1987 studierte er nochmals am University College London und wurde 1989 mit einer Arbeit über Nietzsche und die deutsche Literatur an der Jahrhundertwende promoviert. Hawes arbeitete danach  als Deutschlehrer, bis 1991 an der National University of Ireland, Maynooth, dann an der University of Sheffield und schließlich an der Swansea University. Seit 2008 arbeitet Hawes als Lecturer und seit 2012 als Reader für Creative Writing an der Oxford Brookes University.  
Hawes erste Romane A White Merc with Fins (1996) und Rancid Aluminium (1997) landeten beide auf der Bestsellerliste der Sunday Times. Hawes veröffentlichte 2008 eine Kafka-Biografie. Auch sein Buch The Shortest History of Germany (2017) erhielt in England gute Kritiken und kam auf die Bestsellerliste der Sunday Times, die Kritik der deutschen Übersetzung in der Tageszeitung Die Welt war hingegen reserviert.

## Persönliches
Hawkes ist verheiratet mit der Politikwissenschaftlerin Karoline von Oppen (University of Bath) aus der ostelbischen Familie von Oppen.

## Werke (Auswahl)
- Nietzsche and the end of freedom : the neo-romantic dilemma in Kafka, the brothers Mann, Rilke and Musil. 1904–1914. Lang, Frankfurt am Main, 1993 ISBN 978-3-631-46179-2
- A White Merc With Fins (1996)
  - Ein weisser Mercedes mit Heckflossen : Roman. Übersetzung Wolfgang Mittelmaier. Kiepenheuer und Witsch, Köln 1996
- Rancid Aluminium. 1997
  - Rancid Aluminium. Drehbuch zum Film, 2000
  - Ranziges Aluminium : Roman. Übersetzung Kristian Lutze. Kiepenheuer und Witsch, Köln 2000
- Dead Long Enough. 2000 
  - Dead Long Enough. Drehbuch zum Film, 2006
- White Powder, Green Light. 2002
- Speak for England. 2005
- My Little Armalite. 2008
- Excavating Kafka. Quercus, London 2008
- Englanders and Huns: How five decades of enmity led to the First World War. 2014
- The shortest history of Germany. 2017
  - Die kürzeste Geschichte Deutschlands. Übersetzung Stephan Pauli. Propyläen, Berlin 2018
- The shortest history of England. 2020
  - Die kürzeste Geschichte Englands. Übersetzung Stephan Pauli, Berlin 2021, ISBN 978-3-548-06504-5